# Vertigo (альбом)
Vertigo (с англ. — «Головокружение») — второй студийный альбом Groove Armada, выпущенный в 1999 году на лейбле Jive Electro. Содержит сингл «At The River» и композицию «I See You Baby», использованную в рекламе Renault Megane. Песня «If Everybody Looked the Same» попала в саундтреки фильмов «Угнать за 60 секунд» и «Мисс Конгениальность», а также «Дублёры».

## Список композиций
1. "Chicago" – 7:22
2. "Whatever, Whenever" – 3:49 (Вокал – M.A.D.)
3. "Dusk You & Me" – 5:39
4. "Pre 63" – 6:26
5. "If Everybody Looked the Same" – 3:39
6. "Serve Chilled" – 5:09
7. "I See You Baby" – 4:40 (Вокал– Gram'ma Funk)
8. "A Private Interlude" – 3:54
9. "At the River" – 6:33
10. "In My Bones" – 4:44 (Вокал – Gram'ma Funk)
11. "Your Song" – 5:07 (Вокал – Sophie Barker)
12. "Inside My Mind (Blue Skies)" – 7:59 (Вокал – Sophie Barker)
13. "I See You Baby" (Fatboy Slim Remix) – 5:43
14. "Mary" – 4:24
15. "Rap" – 4:15

- Трек 13 - бонус-трек американского издания.
- Треки 14–15 - бонусы-треки японского издания.